# Teatro Stabile d'Innovazione L'Uovo
Il Teatro Stabile "L'Uovo" era un'organizzazione non lucrativa di utilità sociale per le attività teatrali costituitesi all'Aquila nel 1978 e fusasi poi con il Teatro Stabile d'Abruzzo nel 2015.
Per la produzione artistica e per le attività svolte ha ricevuto riconoscimenti di prestigio quali il Premio Antifavola (Roma, 1986), il Prix du Jeune public (Alès, 1986) ed il Biglietto d'oro Agis-Minerva (Parma, 1994).

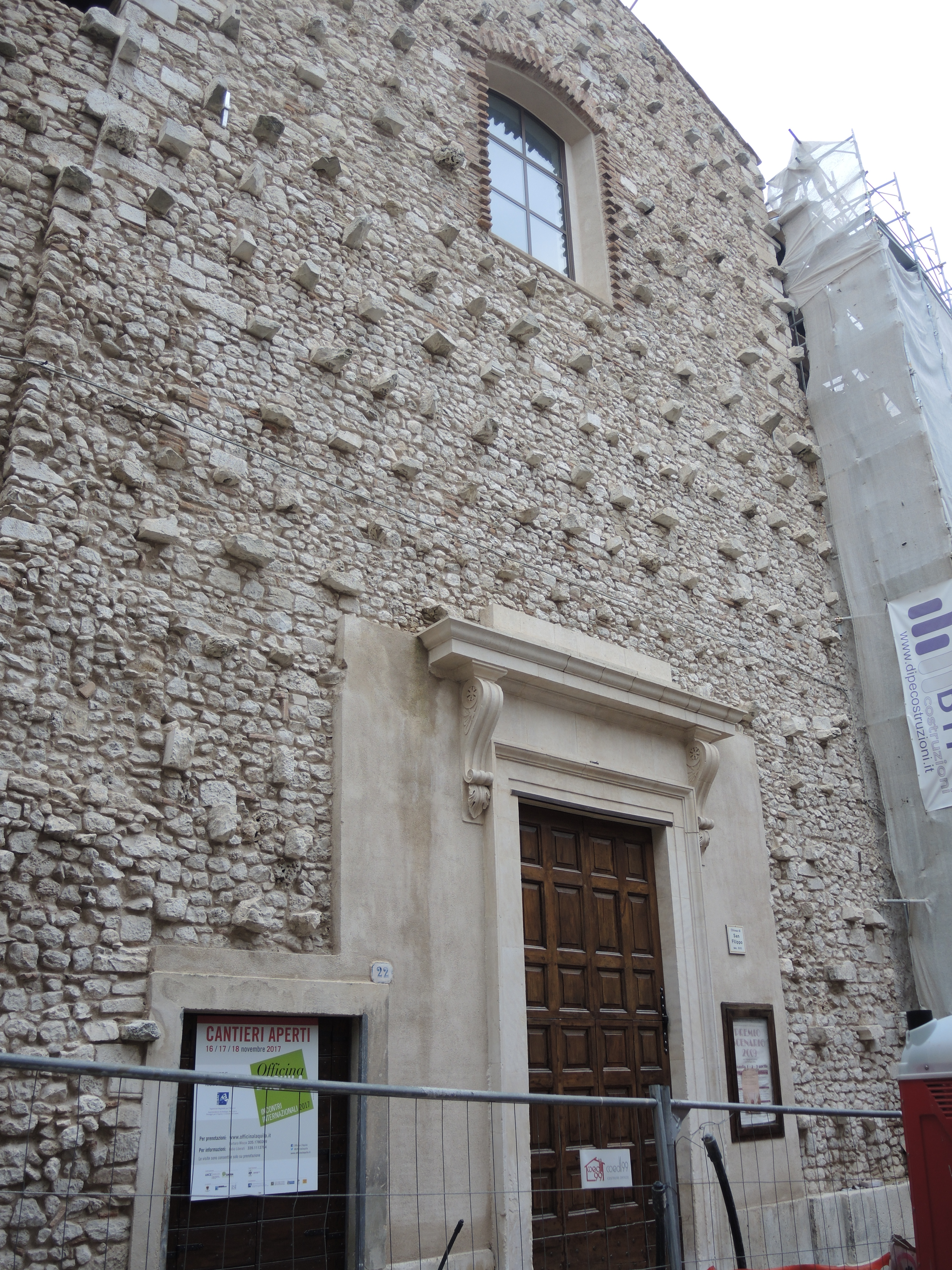
Ex chiesa di San Filippo Neri a L'Aquila, sede storica del Teatro L'Uovo

L'associazione nasce dalla volontà di allestire spettacoli teatrali destinati ad un pubblico prevalentemente giovanile e, contemporaneamente, di perseguire attività di ricerca e sperimentazione drammaturgica. Dopo aver condiviso con il Teatro Stabile d'Abruzzo (TSA) alcuni spazi del Teatro Comunale, nel 1986 L'Uovo ha avanzato al Comune dell'Aquila richiesta per la concessione della chiesa sconsacrata San Filippo, restaurata ed adibita a piccolo auditorium. L'associazione è intervenuta sullo stabile con un intervento costato circa 500000 € che ha trasformato il San Filippo in un moderno teatro dotato di 259 posti a sedere, 6 camerini e palcoscenico d'avanguardia. Grazie a numerose iniziative volte a far conoscere e vivere il mondo del teatro nella scuola, nel 1990 L'Uovo ha ottenuto dal Ministero per i Beni e le Attività Culturali il riconoscimento ad Organismo stabile per l'infanzia e giovani, divenendo poi nel 2000, ufficialmente, Teatro Stabile d'Innovazione.
Nel 2015 l'associazione si fonde ufficialmente con il Teatro Stabile d'Abruzzo.